# Golden Boy (chanson de Nadav Guedj)
Pour les articles homonymes, voir Golden boy.

Golden Boy (Garçon en or) est une chanson du chanteur israélien Nadav Guedj, avec laquelle il a représenté Israël au Concours Eurovision de la chanson à Vienne en Autriche.

## Eurovision 2015
Le 23 mai 2015, elle participe à la finale du Concours Eurovision de la chanson 2015 où elle finit 9e sur 27.

## Classement hebdomadaire
| Classement (2015)     | Meilleure position |
| --------------------- | ------------------ |
| Israël (Media Forest) | 1                  |